# جون بي. كالهون
جون بومباس كالهون (بالإنجليزية: John B. Calhoun)‏ (11 مايو 1917 – 7 سبتمبر 1995) عالم سلوك حيوانات وباحث سلوكي أمريكي اشتهر بدراساته حول كثافة السكان وأثرها على السلوك. ادعى أن الآثار الموحشة التي تخلفها الزيادة السكانية على القوارض كانت نموذجًا مظلمًا لمستقبل الجنس البشري. خلال دراساته، صاغ كالهون مصطلحي «الإضمحلال السلوكي» لوصف السلوكيات الشاذة في حالات الاكتظاظ السكاني و«الأشخاص الجميلون» لوصف الأفراد غير النشطين الذين انسحبوا من التفاعلات الاجتماعية. حظي عمله باعتراف على الصعيد العالمي. تحدث في العديد من المؤتمرات حول العالم، وسعت مجموعات مختلفة إلى الحصول على رأيه كوكالة ناسا وفريق مقاطعة كولومبيا المعني بدراسة الاكتظاظ في السجون المحلية. استُخدمت دراسات كالهون على الجرذان كأساس لتطوير نظريات إدوارد تي هال حول القربيات لعام 1966.

## نشأته وتعليمه
وُلد جون بومباس كالهون في 11 مايو 1917 في إلكتون بولاية تينيسي، وهو الطفل الثالث لجيمس كالهون وفيرن مادول كالهون. توفي طفلهم الأول مبكرًا. كان لكالهون ثلاثة أشقاء: شقيقة كبرى، بولي، وشقيقين أصغر سنًا، بيلي ودانا. كان والده مدير مدرسة ثانوية ارتقى في منصبه في الإدارة في وزارة التعليم في تينيسي. كانت والدته فنانة.
عندما كان كالهون طالبًا في المدرسة الثانوية، انتقلت عائلته من إلكتون إلى براونزفيل بولاية تينيسي، وأخيرًا إلى ناشفيل.
في ذلك الحين، بدأ كالهون بحضور اجتماعات جمعية تينيسي لعلم الطيور. كانت السيدة لاسكي، والتي تميزت بعملها في تعريف الطيور وفي دراسة طائر سمامة المداخن، من أشد المؤثرين على اهتمامه المتنامي بعادات الطيور والطيور. قضى كالهون مرحلة الدراسة الثانوية في تعريف الطيور وتسجيل عاداتها. نُشر مقاله الأول في مجلة ذا ميغرانت، وهي مجلة جمعية تينيسي لعلم الطيور، عندما كان عمره 15 عامًا.